# Teatre de Dionís

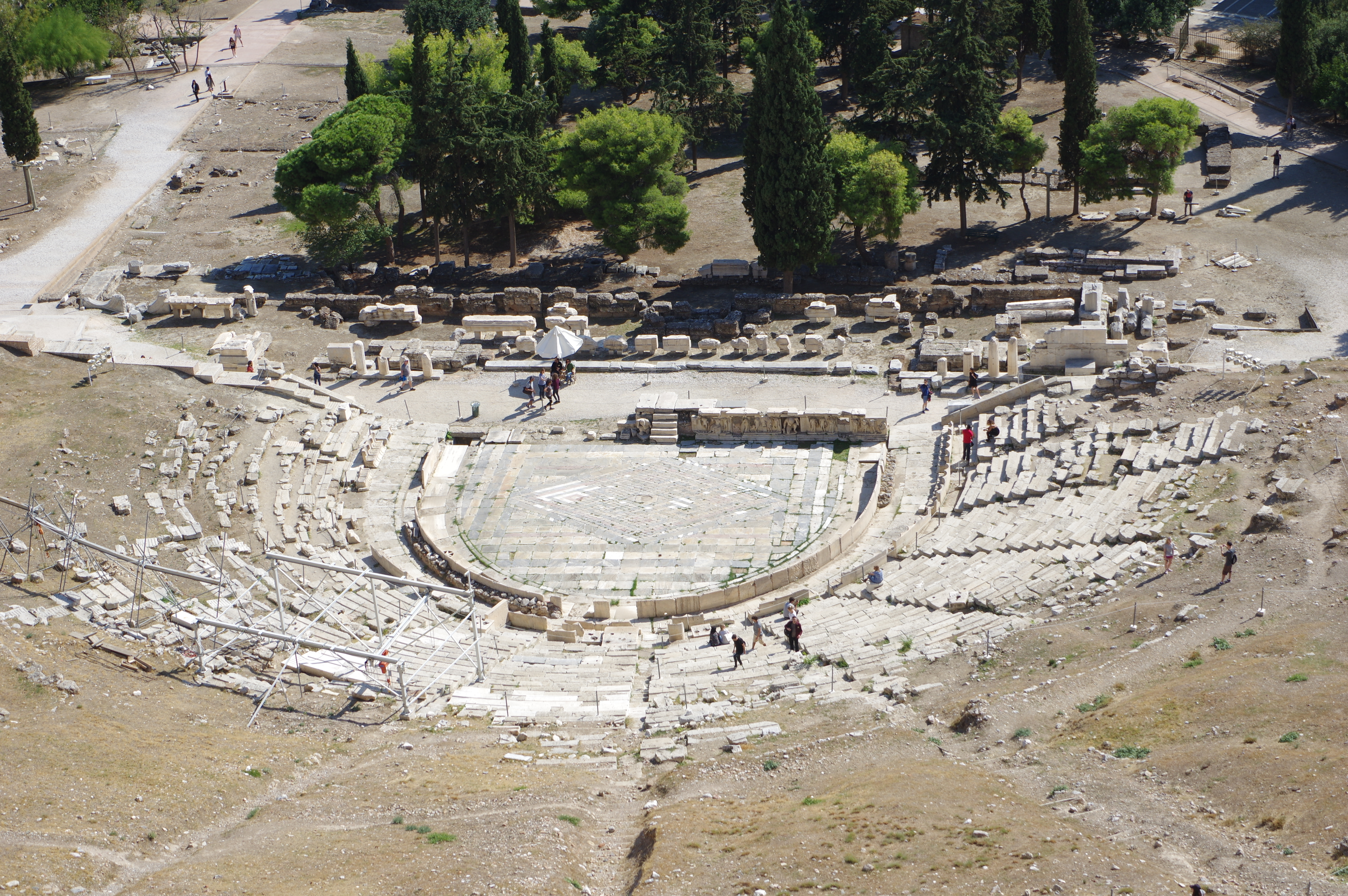
El Teatre de Dionís, al peu de l'Acròpoli d'Atenes

El Teatre de Dionís (en grec Θέατρο του Διονύσου, Théatro tou Dionísou) va ser el teatre més gran de l'antiga Grècia, situat al peu de l'Acròpoli d'Atenes, a la banda sud, vora el recinte sagrat del Tèmenos de Dionís. Dedicat, com el seu nom indica, al déu del vi i del teatre, Dionís, inicialment s'hi representaven en honor del déu cants i danses rituals al voltant de l'altar i els espectadors hi seien al voltant, fins que va anar evolucionant i s'hi representaren les tragèdies clàssiques d'Èsquil, Sòfocles, Eurípides i Aristòfanes. Pels volts de l'any 407 aC el costum era que, a continuació de la representació tràgica, es fes una sàtira; el temps de les representacions s'allargava unes nou hores i l'entrada era gratuïta.
Fou construït durant el segle iv aC, amb una capacitat per a 16.000 espectadors. Els actors estaven col·locats damunt una plataforma, hi havia una part interior on es canviaven d'indumentària, i els espectadors se situaven al pendent del turó, lloc on s'acostumava a construir els teatres. A la fi del segle v aC es van substituir les primitives plataformes de fusta per graderies de pedra. A la part central de les primeres grades hi havia 67 seients, que posteriorment es van realitzar en marbre decorat i estaven reservats per als sacerdots i els personatges il·lustres.